# Thomas Clarkson

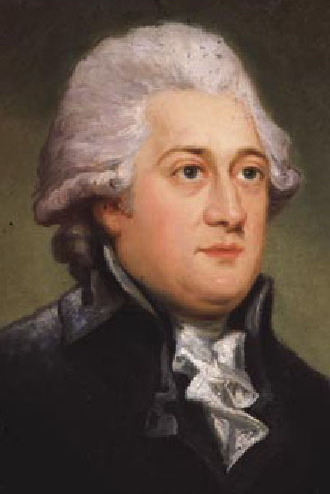
Thomas Clarkson door Carl Frederik von Breda in de National Portrait Galery

Thomas Clarkson (Wisbech (Cambridgeshire), 28 maart 1760 – Ipswich, 26 september 1846) was een Britse abolitionist, en werd de belangrijkste campagneleider tegen de slavenhandel in het Britse Rijk.

## Prille leven
Clarkson was de zoon van priester John Clarkson (1710–1766) en ging eerst naar de Wisbech Grammar School en later naar St Paul's School in Londen in 1775. In 1779 ging hij naar St John's College te Cambridge waar hij een uitstekend student was en zijn Bachelor ontving in 1783. Hij was een religieus man maar werd geen priester.

## De verschrikkingen van de slavenhandel
In 1785, toen hij nog aan de Universiteit van Cambridge studeerde, besloot hij deel te nemen aan een Latijnse essaywedstrijd met als titel: Is het geoorloofd om anderen tegen hun wil slaaf te maken? Hij begon alles te lezen over het onderwerp. Ook de werken van Anthony Benezet. Daarnaast interviewde hij tijdgenoten die met de slavenhandel te maken hadden.Na 2 maanden ploeteren was zijn essay af. In ronkend Latijn concludeerde hij dat de slavernij niet te rijmen viel met 'rede, rechtvaardigheid, natuur, de principes van de wet [...] en dat van de geopenbaarde stem van God.  Clarkson publiceerde zijn opstel in het Engels in 1786 onder de titel An essay on the slavery and commerce of the human species, particularly the African, translated from a Latin Dissertation. Het opstel won vele mensen voor de zaak van de abolitionisten, onder andere James Ramsey en Granville Sharp. De beweging begon te groeien en de eerste petitie aan het Britse parlement kwam er in 1783. De ondertekenaars waren zo'n 300 Quakers uit Londen.
Vanwege het succes van de petitie zette men het Committee for the Abolition of the Slave Trade op. De drie belangrijkste medeoprichters van dit comité waren Granville Sharp, Thomas Clarkson en William Wilberforce. William Wilberforce was een parlementariër en ijverde voor de zaak in het Britse Lagerhuis. Er was oorspronkelijk veel tegenstand, want de slavenhandel was zeer winstgevend. In 1787 werd Clarkson aangevallen in Liverpool door een bende zeemannen die betaald waren om hem uit te schakelen. Hij ontsnapte ternauwernood en publiceerde in hetzelfde jaar zijn pamflet A Summary View of the Slave Trade and of the Probable Consequences of Its Abolition.
Hij reisde het land rond, interviewde zo'n 20.000 zeelieden en voerde een aanschouwelijke campagne met educatief materiaal zoals; ijzeren handboeien, beenboeien, duimschroeven, gereedschap om slaven de kaken te openen en brandijzers. Hij kreeg de hulp van twee scheep chirurgen die hij ontmoette in Liverpool genaamd Alexander Falconbridge and James Arnold. Zij publiceerden hun verhaal.
Clarkson publiceerde in 1789 zijn verzamelde materiaal in een boek: An Essay on the Slave Trade. Een jaar daarvoor had hij Essay on the Impolicy of the African Slave Trade (1788) gepubliceerd en dat werk werd vele malen herdrukt.
Het publiek was nu warm gemaakt voor de zaak en William Wilberforce gaf een eerste abolitionistisch speech in het Britse Lagerhuis op 12 mei 1789. Het autobiografische verhaal van Equiano Olauhdah (Gustavus Vassa) een Nigeriaanse slaaf die zich vrijgekocht had, maakte het publiek verder warm voor de abolitionistische zaak. Wilberforce stelde een eerste wet voor tegen de slavenhandel in 1791. Deze werd weggestemd met 163 tegen 88 stemmen.
In 1796 trouwde hij met Catherine Buck en hun enige kind Thomas werd in 1806 geboren. In 1808 werkte hij aan zijn boek History of the Abolition of the Slave Trade (1808) op het landgoed van Mr Joseph Hardcastle genaamd Hatcham House in Deptford. Na de aanname van de Slave trade Act in 1807 zette hij zijn campagne voort in de rest van Europa.
Na 1823, toen de Society for the Mitigation and Gradual Abolition of Slavery (later de Anti-Slavery Society) gevormd was, trok hij opnieuw het land rond. Dit resulteerde in 777 petities afgeleverd aan het parlement. In 1833 werd dan eindelijk de Slavery Abolition Act werkelijkheid. Clarkson was de belangrijkste spreker op de anti-slavernij conventie in Freemasons' Hall, Londen 1840 waar men onder leiding van Thomas Binney de slavernij wereldwijd probeerde af te schaffen.
Thomas Clarkson stierf op 26 september 1846 te Ipswich en werd begraven op 2 oktober in de St Mary’s Church in Playford, Suffolk.